# MV Krait
MV Krait è un peschereccio da traino con lo scafo in legno, di una certa rilevanza per il suo impiego nella Seconda guerra mondiale, dagli Z Force australiani durante una missione segreta contro le navi giapponesi ancorate al porto di Singapore. Questo raid fu chiamato in codice Operazione Jaywick.
Il Krait è in mostra presso il Australian National Maritime Museum fin dal 1985. La nave fu trasferita dal maestro d'ascia Michael Bartley per il restauro dello scafo a Woolwich, uno dei sobborghi di Sydney. Attualmente, il Krait è ritornato all'ANMM per continuare e ultimare il restauro da parte di Bartley e del team di ingegneri per una resa accurata come quella del 1943, durante il raid di Singapore. Inoltre, furono installate sul ponte di poppa delle camere radio, dei serbatoi a lungo raggio e tubazioni associate al modulo di cucina.

## Storia
In origine, il Krait era un peschereccio giapponese con sede a Singapore denominato Kofuku Maru. Durante la Seconda guerra mondiale, la barca è stata utilizzata dalle forze alleate per salvare oltre 1.100 uomini in mare lungo la costa orientale di Sumatra. Alla fine, nel 1942 l'imbarcazione attraversò l'India e il Ceylon raggiungendo l'Australia, in contemporanea la nave venne trasferita alla Royal Australian Navy. Durante il periodo di servizio nella Marina navale australiana, è stata ribattezzata in Krait per via del suo aspetto piccolo e letale come un serpente.
A settembre del 1943, il Krait trasportò alcuni membri della Z Force a Singapore, dove con grande successo fecero irruzione nel porto della città, piazzarono sette ordigni e dalla distanza le detonarono, affondando sei navi giapponesi. Inoltre fu presente alla resa dei giapponesi avvenuta a settembre del 1945 ad Ambon.
Successivamente, fu utilizzato come mezzo di trasporto per le missioni di raccolta e di intelligence nelle isole locali tra cui Buru, Aru, Ceram, Banda e Saparua. Durante questo periodo, trasportò innumerevoli prigionieri giapponesi, squadre di controllo dell'esercito e un ufficiale navale.
Ad Ambon, l'equipaggio della barca prese con sé una scimmia come mascotte. Il suo nome era Peter ed aveva perso la sua coda. Peter rimase con l'equipaggio fino a quando il Krait terminò il suo servizio e fu trasportato fino a Morotai. Da Morotai fu successivamente trasferito a Labuan, dove venne venduto e consegnato alla British Borneo Company, dove la quale un valoroso marinaio di nome Robert Harry Easom proveniente da Perth prese la bandiera del Krait come souvenir. Quella bandiera, è tutt'oggi esposta all'Australian War Memorial a Canberra.
Dopo la vendita, il Krait fu operato all'largo del Borneo fino a quando fu nuovamente acquistata per essere utilizzata come nave da regata costiera del Royal Volunteer australiano nel 1964. il 25 aprile (in memoria del ANZAC Day) del 1964 il Krait fu formalmente dedicato come monumento ai caduti. Una targhetta è stata apposta sulla timoneria mostrando le parole della dedica. Infine per la seconda volta, è stato acquistato dall'Australian War Memorial nel 1985, per promuoverlo alla mostra dell'Australian National Maritime Museum, dove fu esposto al pubblico dal 1988 fino ad oggi.
Nel 2015 vennero progettate le zone da restaurare della barca, ma solamente nel 2017 il lavoro iniziò.
Dopo il successo del Krait riguardo l'Operazione Jaywick, le navi della Marina militare australiana hanno tradizionalmente usato i nomi di serpenti velenosi, es. Red Viper e Coral Snake.

## Galleria d'immagini

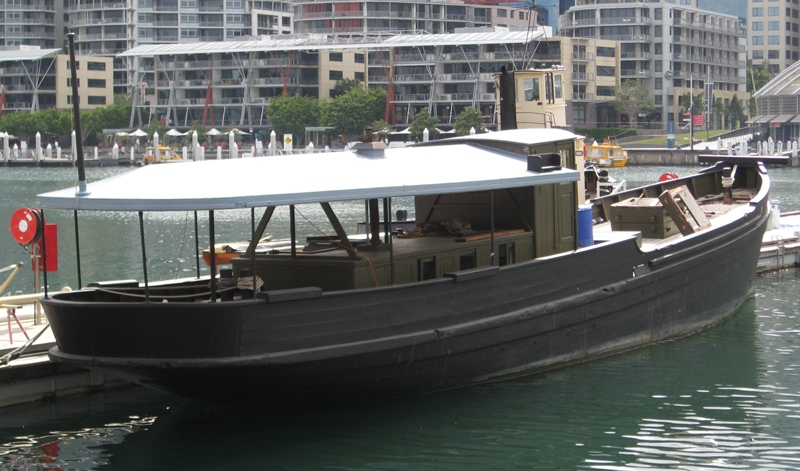
Il Krait in mostra all'Australian National Maritime Museum nel 2008
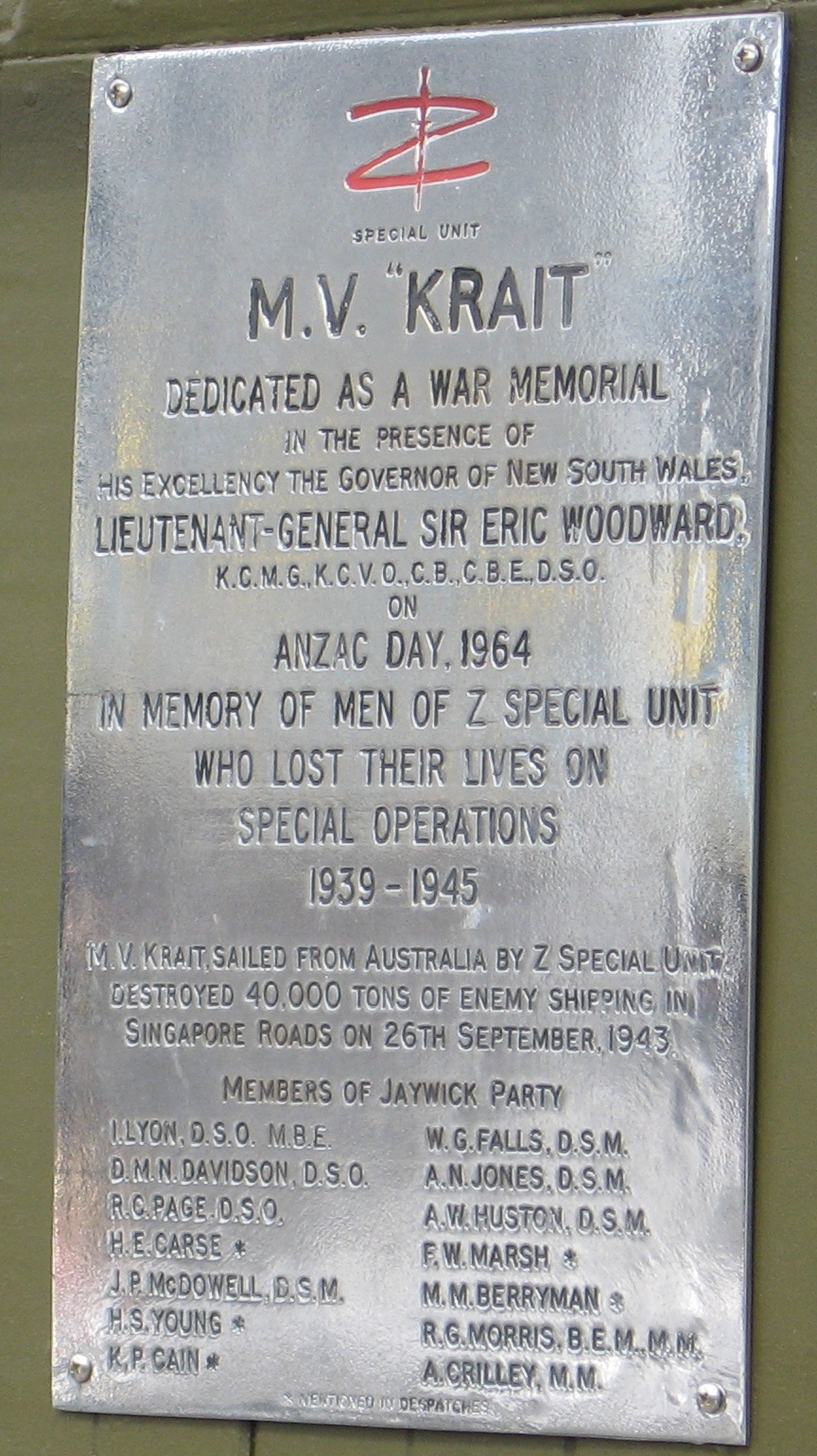
La targhetta e memoriale del 1964 posta sulla timoniera dedicata ai caduti della guerra.